# Clarinete

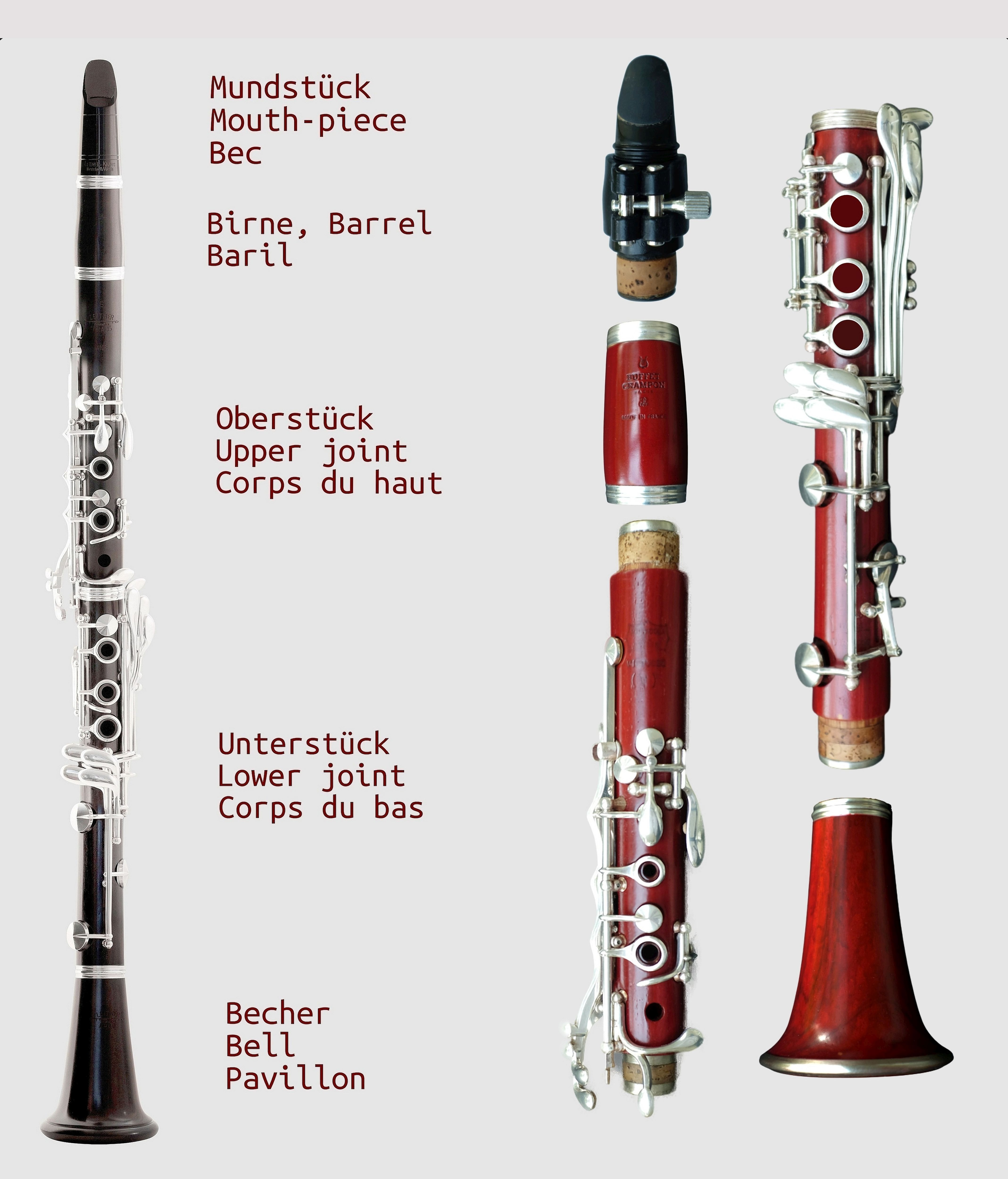
Boquilha, Barrilete, Corpo superior e inferior e Campânula

O clarinete, é um instrumento musical de sopro constituído por um tubo cilíndrico, geralmente de madeira (há modelos de outros materiais), com uma boquilha cónica de palheta simples e chaves (hastes metálicas, ligadas a tampas para alcançar orifícios aos quais os dedos não chegam naturalmente). Possui quatro registros: grave (Chalumeau), médio, agudo e super-agudo. Quem toca o clarinete é chamado de clarinetista.

## História
O clarinete descende do chalumeau, instrumento bastante popular na França pelo menos desde a Idade Média. Em 1690, Johann Christoph Denner, charamelista, alemão, acrescentou à sua charamela uma chave para o polegar da mão esquerda, para que assim pudesse tocar numa abertura, o que lhe trouxe mais possibilidades sonoras. Surgiu, assim, o clarinete contemporâneo. Introduzido nas orquestras em 1750, foi um dos últimos instrumentos de sopro incorporados à formação orquestral moderna. O Clarinete é usado até hoje nas maiores orquestras do mundo.

## Tipos de clarinete
A família do clarinete é composta por vários instrumentos:
- Clarinete Sopranino em Lá - uma sexta mais aguda que o Clarinete Soprano, conhecido também por Sextino ou Requinta em Lá♭.
- Clarinete Sopranino em Mi♭ - uma quarta perfeita mais aguda que o Clarinete Soprano, conhecido como Requinta ou Quartino;
- Clarinete Sopranino em Ré - uma terceira maior mais aguda que o Clarinete Soprano, conhecido como Requinta. Esta requinta é antiga e incomum nos dias de hoje;
- Clarinete Soprano - o mais comum - geralmente afinado em Dó, Si♭ ou Lá, escrito em muitas partituras como Clarino;

No Brasil, os clarinetes mais graves do que os sopranos ("clarinos"), também são chamados de clarones.Clarone era o nome dado, antigamente, a estes tipos de clarinetes, na Itália. 
- Clarinete Alto em Mi♭ - uma oitava abaixo da Requinta em Mi♭;
- Clarinete Alto em Fá - Conhecido por Cor de basset ou Corno di Basseto;
- Clarinete Baixo em Si♭ - uma oitava mais grave que o Clarinete Soprano;
- Clarinete Contra Alto em Mi♭ - uma oitava mais grave que o Clarinete Alto;
- Clarinete Contra Baixo em Si♭ - uma oitava mais grave que o Clarinete Baixo;
- Clarinete Octo contra Baixo em Si♭ - três oitavas mais graves que o clarinete soprano.

## Sistemas de Chaves/Registros e Anéis
Existem vários sistemas de chaves para clarinetes. O chaveamento para clarinetes evoluiu com o tempo e se tornou mais ergonômico, facilitando vibratos e glissandos, e melhorando a afinação.
No inicio do século XIX, a clarineta tinha de seis a sete chaves mas não existia um sistema padronizado. Por volta de 1811, Iwan Muller fez vários aprimoramentos e, por volta de 1815, o sistema Muller com treze chaves se popularizou.
Hoje em dia o sistema de chaves mais usado é o Boehm. Ele recebeu este nome pois tem como base o sistema com o mesmo nome que se tornou padrão nas flautas transversais criado pelo inventor Theobald Boehm. Esse sistema foi adaptado para o clarinete por Hyacinthe Klosé e Auguste Buffet.
O sistema Muller que foi usado extensivamente no século XIX, deu origem a dois sistemas ainda usados hoje: O sistema Albert, que é usado no leste europeu, em bandas de jazz (principalmente no sul dos Estados Unidos) e é o sistema preferido dos clarinetistas de Klezmer. E o sistema Oehler que é usado principalmente na Alemanha e Áustria.´
O número de chaves/registos e de anéis pode variar bastante dependendo do sistema usado, tipo de clarinete, e do fabricante.
Para clarinetes soprano Sib essas são as configurações mais comuns:
- Sistema Boehm com dezesseis ou dezessete chaves e seis anéis;
- Sistema Albert com treze chaves e dois a quatro anéis;
- Sistema Oehler com vinte e duas chaves e cinco anéis.

Devido ao número reduzido de chaves e anéis, o sistema Albert também é conhecido como sistema simples.
Uma variação ao Boehm bastante popular é o Boehm Completo, com sete anéis, que adiciona algumas melhorias ao Boehm. Existiram vários sistemas experimentais e transitórios, dentre estes, alguns notaveis foram o Albert Aperfeiçoado e o Mazzeo, ambos produzidos pela Selmer, o Romero e o McIntyre.

## Material de construção
Os clarinetes são tradicionalmente feitos de ébano, havendo também modelos feitos de metal, granadilha, ebonite ou plástico. Os fabricados em ébano têm um preço muito elevado em relação aos outros.
No início do século XX as frágeis boquilhas de madeira e de vidro foram substituídas majoritariamente por boquilhas de plástico ou ebonite hoje em dia. Atualmente também são fabricados alguns modelos de boquilhas de cristal e de cerâmica, mas essas não são extensamente usadas devido ao alto custo e à fragilidade.
Barriletes e a campanas especializados podem ser feitos de vários tipos de madeira, de alumínio, cerâmica ou outros materiais.
Os clarinetes utilizam palheta simples, uma lâmina feita de cana-do-reino.

## Composição do Clarinete
O clarinete tem cinco partes, que são: a boquilha, o barrilete, o corpo superior, o corpo inferior e a campânula.
Boquilha: é a zona do clarinete onde se sopra.
Barrilete: É usado para a afinação. Quando o clarinete está “alto”, puxa-se o barrilete para cima, mas caso contrário, põe-se o barrilete para baixo. Há barriletes de vários tamanhos, barriletes ajustáveis, e anéis de calço são vendidos para correção de afinação.
Corpo superior e inferior: nestas partes estão localizados os buracos e as chaves. O som fica diferente à medida que se mudam os dedos de posição, fazendo com que o ar saia por buracos diferentes.
Campânula: A campânula é o “amplificador” do clarinete.
Palheta: O som é produzido devido à passagem do ar, provocada pelo sopro do clarinetista, que faz vibrar a palheta. Os clarinetistas atualmente compram suas próprias palhetas e fazem os ajustes necessários artesanalmente a fim de corrigir as imperfeições destas, para adequá-las à sua própria anatomia e necessidade de som. A palheta é fixada na boquilha por meio da braçadeira, que funciona como um prendedor, e permite o ajuste da pressão da palheta contra a boquilha. Via de regra, a palheta não pode estar demasiadamente frouxa e nem excessivamente apertada.

## Particularidades

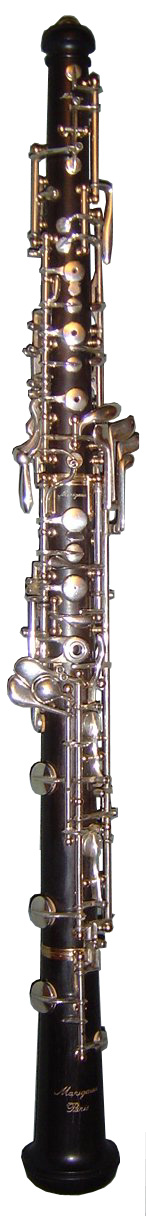
Oboé

O clarinete possui semelhanças com o oboé, mas difere deste no que diz respeito à sua forma (o oboé é cônico, e o clarinete é cilíndrico); no timbre (o oboé é rascante, anasalado e penetrante, enquanto o clarinete é mais aveludado que penetrante, menos rascante e mais encorpado); e na extensão de notas (o oboé possui a menor extensão de notas dentre os sopros, enquanto o clarinete, a maior). Essas diferenças se dão principalmente pela forma cilíndrica do clarinete e do uso de apenas uma palheta, enquanto que no oboé, no fagote e no corne inglês (também membros das madeiras) se utiliza uma palheta dupla.
Embora o processo descrito acima, sobre o uso da palheta nos clarinetes, também seja usado no saxofone, não podemos confundi-lo. O saxofone nasceu do clarinete e, por isso, apresenta mecanismos semelhantes, mas a embocadura do clarinete é muito mais tensa e trabalhosa do que a embocadura exigida no saxofone. E isso é muito nítido ao comparar a execução de um saxofone e de um clarinete. Inclusive, muitos músicos que querem aprender a tocar saxofone, também optam por aprender primeiramente, ou paralelamente, o clarinete.

### Clarinete, um instrumento transpositor
O clarinete pertence a um grupo de instrumentos chamados transpositores, o que, em poucas palavras, pode ser resumido da seguinte forma: A nota escrita (na partitura) é diferente da nota verdadeira. Isso por causa da afinação própria do instrumento. Sendo assim, é necessário que haja uma transposição de notas para que o clarinete soe no tom real da música. Isso trouxe facilidade aos músicos, pois, o clarinete possui uma extensão de notas muito grande.
Os clarinetes mais comuns são os instrumentos em Si bemol e em Lá. O instrumento em Dó, raramente usado hoje, era muito utilizado na orquestra clássica e pré-romântica (Mozart e Beethoven) e nas sinfonias de Gustav Mahler. Há, também, os clarinetes mais agudos, também conhecidos como requinta em Mi bemol, raramente encontrados em Ré (Richard Strauss e Stravinsky), e os clarinetes mais graves, como os clarinetes alto em Mi bemol, o clarinete baixo em Si bemol e o clarinete contrabaixo em Si bemol. Aparentado com o clarinete, e é o cor de basset, afinado em Fá. Enquanto as bandas militares dão preferência ao clarinete alto, as orquestras sinfónicas dão preferência ao cor de basset.

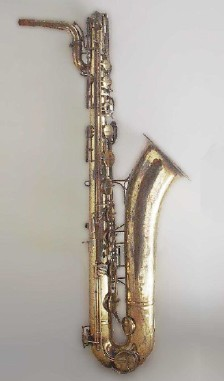
Saxofone

### O prestígio do clarinete
As possibilidades harmônicas, o grande controle de dinâmicas que o instrumento permite, a grande agilidade, a grande extensão de notas, a sua natureza de timbres e o poder sonoro dão ao clarinete uma posição de destaque nas orquestras actuais. Alguns dizem que é o "violino das madeiras", em razão das virtudes mencionadas acima. No entanto, o clarinete ainda não é um instrumento perfeito e algumas notas ainda apresentam sérios problemas de afinação, mesmo com todo o trabalho iniciado pelo flautista Boehm, que foi adaptado posteriormente para os demais sopros. O sistema Oehler é, hoje, considerado o mais apropriado para o clarinete, já que resolveu a maior parte dos problemas deste instrumento, mas, ainda assim, não é perfeito, pois acarretou uma perda de brilho ao timbre natural do clarinete. Enquanto o sistema Boehm, apesar de manter alguns desses problemas, mantém o brilho particular deste instrumento.
O controle dessas imperfeições cabe ao músico, e isso ajuda a tornar o clarinete um instrumento desafiador. Quem se interessar em tocar clarinete, saiba que precisará de muito empenho e dedicação, mas saiba também que irá se encantar com a beleza desse instrumento.

### A natureza do timbre e onde escutar o clarinete
O timbre do clarinete é muito diversificado. Na região grave, chamada de chalumeau o timbre é aveludado, cheio e obscuro; no registro médio, há uma mudança fantástica, pois o timbre se torna brilhante e expressivo. Conforme o registro vai-se tornando agudo, o timbre vai-se tornando cada vez mais brilhante, e ganhando uma natureza humorística, sarcástica.
A grande capacidade de expressão do clarinete tornou-o um instrumento de grande prestígio em diversos tipos de estilos. No Klezmer é que podemos ouvir os solos mais sarcásticos e "humorísticos" deste instrumento.
No Brasil, este instrumento é bastante utilizado na execução de choros, e em grupos de samba, serestas e na própria MPB.
O clarinete pertence à família das madeiras devido muito mais pelo seu timbre do que ao material de fabricação.